# 清水エル・エヌ・ジー
清水エル・エヌ・ジー株式会社（しみずエル・エヌ・ジー、英文社名：SHIMIZU LNG CO.,LTD.）は、静岡県静岡市清水区において液化天然ガス（LNG）受入基地である袖師基地を管理する企業である。東燃ゼネラル石油（現・ENEOS）清水工場（製油所）跡地を利用して建設された。LNGは、パイプラインで親会社の静岡ガスへ、あるいはタンクローリーで周囲の都市ガス会社へ出荷される。

## 沿革
- 1992年（平成4年）8月25日 - 清水エル・エヌ・ジー株式会社設立。
- 1993年（平成5年）4月 - 袖師基地第1期建設工事開始、第1号LNGタンク着工。
- 1996年（平成8年）
  - 4月 - 第1号LNGタンク竣工。
  - 6月 - マレーシアからLNG受入開始、LNG第1船入港。
  - 7月 - 営業開始、袖師基地より都市ガス13A送出開始（標準熱量46MJ）。
- 1997年（平成9年）9月 - 第2期建設工事開始、第2号LNGタンク着工。
- 1999年（平成11年）6月 - ISO 14001認証取得。
- 2001年（平成13年）
  - 1月 - 第2号LNGタンク竣工。
  - 7月 - LNG受入量合計100万トン達成。
- 2003年（平成15年）12月 - LNG第50船入港。
- 2004年（平成16年）7月 - LNG受入量合計200万トン達成。
- 2005年（平成17年）
  - 5月 - オーストラリアからLNG受入開始。
  - 9月 - 供給ガス標準熱量を45MJに変更。
- 2006年（平成18年）
  - 4月 - 第3期増設工事開始、第3号LNGタンク着工。
  - 9月 - カタール液化ガスよりLNG受入開始。